# Patrick Grainville
Patrick Grainville (Villers-sur-Mer, Calvados, Normandía, 1 de junio de 1947) es un escritor francés. En 1976, ganó el premio Goncourt con su cuarta novela, Les flamboyants (Los flamboyanes). El flamboyán (Delonix regia) es un árbol de llamativas flores rojas o anaranjadas, propio de Madagascar. La novela es la historia de un rey loco africano imaginario. En 2018, fue elegido miembro de la Academia Francesa, ocupando el asiento número 9. 

## Biografía
Grainville pasa su infancia en Normandía, donde suele ir a cazar y a pescar con su padre, empresario y alcalde de Villervile, Asistió al liceo André Maurois, de Deauville, luego al Malherbe, de Caen, y más tarde continuó estudios superiores en el liceo Henri-IV, y en la Sorbona, donde prepara su agregación, una forma de acceso a la condición de profesor de enseñanza pública del Estado por oposición en Francia. Desde los 19 años, escribe, y publica su primera novela con 25 años, La toison, aceptada inmediatamente por Gallimard. Su siguiente novela, La Lisière alcanza la final del Goncourt en 1973. Tres años más tarde, ediciones Gallinard rechaza una primera versión de Les flamboyants de 800 páginas, demasiado largo y denso. Así, cambia de editor y gana el premio Goncourt con Seuil en 1976.
Diez años después tiene otro gran éxito con Le paradis del orages, erótica y parcialmente autobiográfica. En sus obras se reflejan también sus años como profesor de inglés en el liceo Évariste-Galois à Sartrouville. Durante un tiempo se siente atraído por el Nouveau Roman, y se rinde admirador de Claude Simon. Se enamora de Marguerite Duras, que vive en el Hotel de Roches Noires, en Trouville-sur-Mer, de quien llega a prometerse. En los años 80 ejerce de crítico de cine, y luego de cronista literario para Le Figaro. Asimismo, aumenta el ritmo de su producción sobre obras de arte.
A finales de los años 90 se convierte en miembro del jurado del premio Médicis. Mantiene el ritmo de publicar un libro cada dos años. En el año 2018 fue elegido miembro de la Academia Francesa.

## El erotismo asumido
En Le Paradis des orages y en Le Baiser de la pieuvre el erotismo es destacable, pero, en cualquier caso, es una característica del conjunto de las novelas de Patrick Grainville y una parte integrante de su universo. Según él, la búsqueda del escritor es llevar a la verdad (conducir a la "vérité de l’homme", y para eso es necesario el abandono de los tabúes. Lo importante no es el sexo en sí mismo, sino que el sexo se convierta en un texto («que le sexe devienne un texte»).
Grainville ha sido comparado a Jean Giono por su estilo salvaje ligado a los elementos, y a Louis Ferdinand Céline por su desmesura verbal.

## Obra

### Novelas y relatos
- La Toison’’, 1972
- La Lisière’’, 1973
- L'Abîme, 1974
- Les Flamboyants’’, premio Goncourt, 1974. En castellano, Los flamboyanes, Argos Vergara, 1977
- La Diane rousse’’, 1978
- Images du désir’’, relatos, 1978
- Le Dernier Viking’’, 1980
- L'Ombre de la bête’’, 1981
- Les Forteresses noires’’, 1982
- La Caverne céleste, 1984
- Le Paradis des orages’’, 1986
- L'Atelier du peintre’’, 1988
- L'Orgie, la Neige’', premio Guillaume-le-Conquérant, 1990
- Colère’’, 1992
- Les Anges et les Faucons’’, 1994
- Le Lien’’, 1996
- Le Tyran éternel’’, 1998
- Le Jour de la fin du monde, une femme me cache’’, 2000
- L'Atlantique et les Amants’’, 2002
- La Joie d’Aurélie’', 2004
- La Main blessée’’, 2006
- Lumière du rat’', Grand prix de littérature de la SGDL, 2008
- Le Baiser de la pieuvre’’, 2010
- Le Corps immense du président Mao’’, 2011
- ‘’Bison, Grand prix Palatine de novela histórica, 2014

### Libros juveniles
- Le plus beau des pièges, novela ilustrada por Arno, en la revista Je bouquine, 1986
- L’Arbre-piège (reedición no ilustrada de Plus beau des pièges, cubierta de Enki Bilal), colección Petit Point no 57, ediciones de Seuil, 1993
- Le Secret de la pierre noire, ilustrado por Dupuy-Berberian, Nathan, 1995
- Les Singes voleurs, en Les Singes voleurs - 6 historias de arqueología (colectiva), ediciones Fleurus, 2000
- Le Rire du géant, en Un os dans le rosbif - 6 historias de piratas (colectiva), ediciones Fleurus, 2000

### Libros de arte
- Au long des haies de Normandie, en colaboración con Micheline Pelletier-Lattès, 1980
- Bernard Louedin, 1980
- Vallotton, en colaboración con Günter Busch, Bernard Dorival et Doris Jakubec, 1985
- Les Flacons de la séduction : L'art du parfum au XVIIIe siècle, en colaboración con Ghislaine Pillivuyt, Doris Jakubec y Pauline Mercier, 1985
- Lydie Arickx, en colaboración con Henri Bismuth, Pierre Osenat, Nathalie Barberger, Marc Le Bot y Marie-Odile Van Caeneghem, 1989
- Georges Mathieu, en colaboración con Françoise Poiret, 1992
- Egon Schiele, reeditado en 1996 con el título L'Ardent Désir, 1992
- Mathieu, en colaboración con Gérard Xuriguera, 1993
- Bernard Louedin, en colaboración con Michel Cazenave, nueva edición en 2005, 1994
- Richard Texier, 1995
- Lydie Arickx : les racines du chaos, en colaboración con Emmanuel Daydé, Marcel Moreau, Pierre Osenat, Nicole Pontcharra, etc., 1998
- Hourra l'œuvre inouïe!, en colaboración con Guy Roussille.
- Tony Soulié : un été immobile, 1998
- Le Menu idéal de Pierre Troisgros, en colaboración con Jean-Pierre Pincemin, 2000
- Autoroutes, en colaboración con Tony Soulié, Jef Gravis, Myriam Boccara, Gilles Gerbaud, Philippe Sohiez y Arnaud Le Bourdonnec, 2000
- New York 11206, en colaboración con Jean-Yves Le Dorlot y Tony Soulié, 2001
- Hervé Di Rosa : tout un monde, 1992-2002, 2002
- Chambas, en colaboración con Michel Archimbaud, Bertrand Chartreux y Francis Marmande, 2002.
- Louedin, en colaboración con Philippe Le Guillou y Bertrand Duplessism 2002
- Le Nu foudroyé, en colaboración con Lucien Clergue y Gérard Simoën, 2004
- Les Princes de l'Atlantique, en colaboración con François Rousseau, 2005
- Croix paysages, en colaboración con Jean Hervoche, 2005
- Tony Soulié : l'anagramme du monde, 2006
- Petites Parousies et grandes épiphanies de la chair, en colaboración con Erró, 2007
- Tony Soulié : Paris Ronde de Nuit, 2008
- Atelier, en colaboración con François Rousseau y Mikael Railsson, 2009
- Wang Yan Cheng, pinturas recientes, 2011
- Tony Soulié : 2009 2010 2011, 2012
- Claudie Laks : le vouloir ivre de la couleur, en colaboración con Thierry Dufrêne y Gérard Bras, 2013

### CIne
- Le Voyage en douce, de Michel Deville, 1980, colaboración literaria

### Dramas radiofónicos
- L’Assaut, realización de Henri Soubeyran para France Culture, 1975
- Toi, Osiris59, realización de Anne Lemaître para France Culture, con Isabelle Carré, 2002

### Obras colectivas y revistas literarias
- "Don Juan et le donjuanisme chez Montherlant", en La Nouvelle Revue française, 1973
- "La Normandie par elle-même", en Les Nouvelles littéraires, 1977
- "Tournier au Lycée" en la revista literaria Sud, 1980
- L’Automne des étudiants 17 de noviembre - 10 de diciembre de 1986 (colectiva), éditions Solar, 1986
- "Le Chant du monde", en L'Arc, sobre Jean Giono, 1986
- "Une traversée de Christophe Colomb", en Miroir du cyclisme, 1988
- "La littérature est profonde," en La Nouvelle Revue française, 1996
- "Le Héron blanc" (sobre Marguerite Duras), en La Nouvelle Revue française, 1998
- Pages de garde, textos inéditos para los hospitales de París 1802-2002 (colectiva 17 escritores), éditions Gallimard, 2002
- Histoires de dictionnaire (colectivo), Le Robert, 2004
- "Chambre unique, hôtel de Malabo", en Rooms d'Olivier Rolin & Cie (colectivo 28 escritores), éditions du Seuil, 2006
- Le voile dans Nouvelles Mythologies (colectiva 57 escritores, bajo la dirección de Jérôme Garcin), éditions du Seuil, 2006
- "Grosses machines romanesques" (dosier colectivo de 10 escritores : La littérature française est-elle morte?), en Transfuge, 2009
- "Le Grain", en L'Éloge des cent papiers (colectiva), Association Verbes, 2011